# Alaszkert Erywań
Alaszkert Erywań (orm. „Ալաշկերտ“ Ֆուտբոլային Ակումբ Մարտունի, "Alaszkert" Futbolajin Akumby Martuni) – ormiański klub piłkarski z siedzibą w mieście Erywań.

## Historia
Klub Piłkarski Alaszkert Martuni został założony w 1990 roku. Ostatnie dwa sezony Mistrzostw ZSRR (1990-1991) grał w Drugiej Niższej Lidze.
Po uzyskaniu przez Armenię niepodległości, w 1992 debiutował w najwyższej lidze Armenii, w której zajął ostatnie 24. miejsce i spadł do Aradżin chumb. Ale nie przystąpił do rozgrywek i w 1993 został rozwiązany. W 1998 klub został odrodzony i startował w Aradżin chumb, w której zajął 6. miejsce, ale ponownie zrezygnował z dalszych rozgrywek. W 2000 kolejny raz klub podał swoją kandydaturę na start w Aradżin chumb, ale przed rozpoczęciem rozgrywek z powodów finansowych został rozwiązany.
W 2011 roku klub został reaktywowany.

## Sukcesy
- Druga Niższa Liga ZSRR, strefa 2: 17. miejsce (1990, 1991)
- Mistrzostwo Armenii (4x): 2016, 2017, 2018, 2021
- Puchar Armenii (1x): 2019
- Superpuchar (2x): 2016. 2018

## Europejskie puchary
Legenda do wszystkich tabel:
- Q – runda eliminacyjna, 1/16, 1/8, 1/4, 1/2 – odpowiednia faza rozgrywek, Grupa – runda grupowa, 1r gr – pierwsza runda grupowa, 2r gr – druga runda grupowa, F – finał, R – runda, PO – play-off
- k. – rzuty karne, los. – losowanie, Dogr. – dogrywka, w. – zasada bramek strzelonych na wyjeździe

| Sezon   | Rozgrywki               | Runda   | Klub              | Dom     | Wyjazd  | Ogólnie     |
| ------- | ----------------------- | ------- | ----------------- | ------- | ------- | ----------- |
| 2015/16 | Liga Europy             | 1Q      | St. Johnstone     | 1–0     | 1–2     | 2–2, w.     |
| 2015/16 | Liga Europy             | 2Q      | Kajrat Ałmaty     | 2–1     | 0–3     | 2–4         |
| 2016/17 | Liga Mistrzów           | 1Q      | FC Santa Coloma   | 3–0     | 0–0     | 3–0         |
| 2016/17 | Liga Mistrzów           | 2Q      | Dinamo Tbilisi    | 1–1     | 0–2     | 1–3         |
| 2017/18 | Liga Mistrzów           | 1Q      | FC Santa Coloma   | 1–0     | 1–1     | 2–1         |
| 2017/18 | Liga Mistrzów           | 2Q      | BATE Borysów      | 1–3     | 1–1     | 2–4         |
| 2018/19 | Liga Mistrzów           | 1Q      | Celtic F.C.       | 0–3     | 0–3     | 0–6         |
| 2018/19 | Liga Europy             | 2Q      | Sutjeska Nikšić   | 0–0     | 1–0     | 1–0         |
| 2018/19 | Liga Europy             | 3Q      | CFR Cluj          | 0–2     | 0–5     | 0–7         |
| 2019/20 | Liga Europy             | 1Q      | Makedonija        | 3–1     | 3–0     | 6–1         |
| 2019/20 | Liga Europy             | 2Q      | FCSB              | 0–3     | 3–2     | 3–5         |
| 2020/21 | Liga Europy             | 1Q      | FK Renowa         | 0–1 (D) | 0–1 (D) | 0–1 (D)     |
| 2021/22 | Liga Mistrzów           | 1Q      | Gap Connah's Quay | 1–0     | 2–2     | 3–2, Dogr.  |
| 2021/22 | Liga Mistrzów           | 2Q      | Sheriff Tyraspol  | 0–1     | 1–3     | 1–4         |
| 2021/22 | Liga Europy             | 3Q      | Kajrat Ałmaty     | 3–2     | 0–0     | 3–2, Dogr.  |
| 2021/22 | Liga Europy             | PO      | Rangers           | 0–0     | 0–1     | 0–1         |
| 2021/22 | Liga Konferencji Europy | Grupa A | Maccabi Tel Awiw  | 1–1     | 1–4     | 4. miejsce  |
| 2021/22 | Liga Konferencji Europy | Grupa A | HJK               | 2–4     | 0–1     | 4. miejsce  |
| 2021/22 | Liga Konferencji Europy | Grupa A | LASK Linz         | 0–3     | 0–2     | 4. miejsce  |
| 2022/23 | Liga Konferencji Europy | 1Q      | Ħamrun Spartans   | 1–0     | 1–4     | 2–4         |
| 2023/24 | Liga Konferencji Europy | 1Q      | Arsenal Tivat     | 1–1     | 6–1     | 7–2         |
| 2023/24 | Liga Konferencji Europy | 2Q      | Debreceni VSC     | 0–1     | 2–1     | 2–2, k: 1–3 |